# EA Guingamp
EA Guingamp (celým názvem En Avant de Guingamp, bretonsky War-raok Gwengamp) je francouzský fotbalový klub sídlící ve městě Guingamp, který byl založen roku 1912. Domácím hřištěm je Stade du Roudourou s kapacitou 19 033 diváků.

## Úspěchy
- 2× vítěz francouzského poháru (2009[1], 2014[2])

- 1× vítěz Poháru Intertoto (1996)

## Soupiska
Aktuální k datu: 1. 1. 2021

Pozn.: Vlajky znamenají příslušnost k národnímu týmu, jak ji definují pravidla FIFA. Obecně mohou hráči mít i více občanství souběžně.
| Číslo |                                | Pozice | Hráč                          |
| ----- | ------------------------------ | ------ | ----------------------------- |
| 1     | Dánsko                         | B      | Nicolai Larsen                |
| 2     | Francie                        | Z      | Baptiste Roux                 |
| 3     | Francie                        | O      | Morgan Poaty                  |
| 4     | Brazílie                       | O      | Philipe Sampaio               |
| 5     | Gabon                          | O      | Lloyd Palun                   |
| 6     | Jižní Afrika                   | Z      | Lebogang Phiri                |
| 7     | Francie                        | Z      | El Hadji Ba                   |
| 8     | Portugalsko                    | O      | Pedro Rebocho                 |
| 9     | Haiti                          | Ú      | Frantzdy Pierrot              |
| 10    | Komory                         | Z      | Youssouf M'Changama (kapitán) |
| 11    | Francie                        | Z      | Louis Carnot                  |
| 12    | Konžská demokratická republika | Ú      | Yeni Ngbakoto                 |
| 13    | Senegal                        | Ú      | Yannick Gomis                 |
| 15    | Francie                        | O      | Jérémy Sorbon                 |
| 16    | Francie                        | B      | Enzo Basilio                  |

| Číslo |         | Pozice | Hráč                         |
| ----- | ------- | ------ | ---------------------------- |
| 18    | Kamerun | Ú      | Paul-Georges Ntep            |
| 19    | Francie | Z      | Guessouma Fofana             |
| 20    | Kamerun | O      | Félix Eboa Eboa              |
| 21    | Belgie  | O      | Logan Ndenbe                 |
| 22    | Francie | Z      | Bryan Pelé                   |
| 23    | Francie | Ú      | Ronny Rodelin                |
| 24    | Francie | Z      | Pierrick Valdivia            |
| 25    | Francie | Ú      | Matthias Phaeton             |
| 26    | Togo    | Z      | Alaixys Romao                |
| 27    | Mali    | O      | Sikou Niakaté                |
| 28    | Francie | O      | Jérémy Mellot                |
| 29    | Francie | Z      | Jérémy Livolant              |
| 30    | Francie | B      | Dominique Youfeigane         |
| 31    | Francie | Ú      | Gaëtan Robail (host. z Lens) |
| 32    | Francie | Z      | Tristan Muyumba              |

## Slavní hráči
- Didier Drogba
- Laurent Koscielny
- Florent Malouda
- Jean-Pierre Papin
- Ludovic Sylvestre

## Účast v evropských pohárech
| Ročník    | Soutěž             | Kolo            | Klub                  | Doma | Venku | Celkem   |
| --------- | ------------------ | --------------- | --------------------- | ---- | ----- | -------- |
| 1996/1997 | Pohár Intertoto    | Skupina 12      | FK Zemun              | 1:0  | 1:0   | 1. místo |
| 1996/1997 | Pohár Intertoto    | Skupina 12      | FF Jaro               | 0:0  | 0:0   | 1. místo |
| 1996/1997 | Pohár Intertoto    | Skupina 12      | Dinamo Bukurešť       | 2:1  | 2:1   | 1. místo |
| 1996/1997 | Pohár Intertoto    | Skupina 12      | FC Kolkheti-1913 Poti | 3:1  | 3:1   | 1. místo |
| 1996/1997 | Pohár Intertoto    | Semifinále      | FC KAMAZ              | 0:2  | 4:0pp | 4:2      |
| 1996/1997 | Pohár Intertoto    | Finále          | Rotor Volgograd       | 1:2  | 1:0   | 2:2v     |
| 1996/1997 | Pohár UEFA         | 1. kolo         | Inter Milán           | 0:3  | 1:1   | 1:4      |
| 2003/2004 | Pohár Intertoto    | 3. kolo         | 1. FC Brno            | 2:1  | 2:4pp | 4:5      |
| 2009/2010 | Evropská liga UEFA | 1. kolo         | Hamburger SV          | 1:5  | 1:3   | 2:8      |
| 2014/2015 | Evropská liga UEFA | Skupina K       | ACF Fiorentina        | 0:3  | 1:2   | 2. místo |
| 2014/2015 | Evropská liga UEFA | Skupina K       | PAOK Soluň            | 2:0  | 2:1   | 2. místo |
| 2014/2015 | Evropská liga UEFA | Skupina K       | Dinamo Minsk          | 0:0  | 2:0   | 2. místo |
| 2014/2015 | Evropská liga UEFA | Šestnáctifinále | Dynamo Kyjev          | 2:1  | 1:3   | 2:4      |

Zdroje: